# Kimang'a
Kimang'a è una circoscrizione rurale (rural ward) della Tanzania situata nel distretto di Pangani, regione di Tanga. Conta una popolazione di 3 876 abitanti (censimento 2012).